# Andrzej Szumlański
Andrzej Szumlański herbu Korczak (zm. w 1750 roku) – chorąży halicki w 1746 roku, stolnik kołomyjski w latach 1727–1746, starosta buczniowski w 1727 roku.
Sędzia kapturowy ziemi halickiej w 1733 roku. Jako deputat podpisał pacta conventa Stanisława Leszczyńskiego w 1733 roku.